# Coussarea coffeoides
Coussarea coffeoides är en måreväxtart som beskrevs av Johannes Müller Argoviensis. Coussarea coffeoides ingår i släktet Coussarea och familjen måreväxter. Inga underarter finns listade i Catalogue of Life.